# Casus irreducibilis
Casus irreducibilis (с лат. — «неприводимый случай») — это случай, который может возникнуть при решении кубического уравнения с целыми коэффициентами, когда корни выражаются радикалами.  А именно, если кубический многочлен является неприводимым над рациональными числами и имеет три вещественных корня, то для выражения корней через радикалы нужно вводить комплексно-значные выражения, даже если результирующие значения выражений вещественны. Это было доказано Пьером Ванцелем в 1843.

## Дискриминант формулы Кардано
Можно определить, попадает ли заданный кубический многочлен под случай casus irreducibilis, используя дискриминант D из формулы Кардано
. Пусть кубическое уравнение задано как
{\displaystyle ax^{3}+bx^{2}+cx+d=0.\,}
Дискриминант D, возникающий в алгебраическом решении, задаётся формулой
{\displaystyle D=18abcd-4b^{3}d+b^{2}c^{2}-4ac^{3}-27a^{2}d^{2}.\,}
- Если {\displaystyle D<0}, то многочлен имеет два комплексных корня, так что этот случай не попадает под casus irreducibilis.
- Если {\displaystyle D=0}, то существует три вещественных корня, два из них равны и могут быть найдены с помощью алгоритма Евклида и формулы для квадратного уравнения. Все корни вещественны и выражаются вещественными радикалами. Многочлен не является неприводимым.
- Если {\displaystyle D>0}, то существуют три различных корня. Либо существует рациональный корень, который можно найти с помощью теоремы о рациональных корнях, и в этом случае кубический многочлен можно разложить на линейный и квадратный многочлены, корни второго можно найти с помощью формулы корней квадратного уравнения. Либо такого разложения нет, так что многочлен попадает под casus irreducibilis — все корни вещественны, но требуются комплексные числа для выражения корней в радикалах.

## Формальное утверждение и доказательство
Более общо, предположим, что F является формальным вещественным полем и  p(x) ∈ F[x] — кубический многочлен, неприводимый над F, но имеющий три вещественных корня (корни в вещественном замыкании поля F).  Тогда casus irreducibilis утверждает, что невозможно найти любое решение уравнения p(x)  = 0 в вещественных радикалах.
Чтобы доказать это, заметим, что дискриминант D положителен.  Образуем расширение поля {\displaystyle F({\sqrt {D}})}.  Поскольку это будет либо F, либо квадратичное расширение поля F (в зависимости от того, является ли D квадратом в поле F), {\displaystyle p(x)} остаётся неприводимым в нём. Следовательно, группа Галуа {\displaystyle p(x)} над {\displaystyle F({\sqrt {D}})} является циклической группой {\displaystyle C_{3}}.  Предположим, что уравнение {\displaystyle p(x)=0} может быть решено в вещественных радикалах. Тогда {\displaystyle p(x)} можно разбить на башню циклических расширений
{\displaystyle F\subset F({\sqrt {D}})\subset F({\sqrt {D}},{\sqrt[{p_{1}}]{\alpha _{1}}})\subset \cdots \subset K\subset K({\sqrt[{3}]{\alpha }})}
На конечном уровне башни, {\displaystyle p(x)} является неприводимым в предпоследнем поле K, но разложим в K(3√α) для некоторого α.  Но это расширение циклического поля, а потому должно содержать примитивный корень из единицы.
Однако не существует примитивного корня третьей степени из единицы в вещественно замкнутом поле. На самом деле, предположим, что ω является примитивным корнем третьей степени из единицы.  Тогда, по аксиомам, определяющим упорядоченное поле, ω, ω2 и 1 все положительны. Однако, если ω2>ω, возведение в куб даст 1>1, противоречие. Противоречие получим и в случае ω>ω2.

## Решение в невещественных радикалах

### Решение Кардано
Уравнение {\displaystyle ax^{3}+bx^{2}+cx+d=0} может быть сведено к приведённому трёхчлену путём деления на {\displaystyle a} и подстановкой {\displaystyle x=t-{\tfrac {b}{3a}}} (Преобразование Чирнгауза), что даёт уравнение {\displaystyle t^{3}+pt+q=0}, где
{\displaystyle p={\frac {3ac-b^{2}}{3a^{2}}}}
{\displaystyle q={\frac {2b^{3}-9abc+27a^{2}d}{27a^{3}}}.}
Тогда, независимо от числа вещественных корней, согласно методу Кардано три корня задаются уравнением
{\displaystyle t_{k}=\omega _{k}{\sqrt[{3}]{-{q \over 2}+{\sqrt {{q^{2} \over 4}+{p^{3} \over 27}}}}}+\omega _{k}^{2}{\sqrt[{3}]{-{q \over 2}-{\sqrt {{q^{2} \over 4}+{p^{3} \over 27}}}}}},
где {\displaystyle \omega _{k}} (k=1, 2, 3) является кубическим корнем из 1 ({\displaystyle \omega _{1}=1}, {\displaystyle \omega _{2}=-{\frac {1}{2}}+{\frac {\sqrt {3}}{2}}i}, и {\displaystyle \omega _{3}=-{\frac {1}{2}}-{\frac {\sqrt {3}}{2}}i}, где i является мнимой единицей). Если подкоренные выражения под корнем куба не вещественно, кубические корни выражаются радикалами, которые определяются парой комплексных сопряжённых кубических корней, в то время как в случае, когда они вещественны, эти кубические корни определены вещественными кубическими корнями.
Casus irreducibilis возникает, когда ни один из корней не является рациональным и когда все три корня различны и вещественны. Случай, когда все три вещественных корня различны, возникают тогда и только тогда, когда {\displaystyle {\tfrac {q^{2}}{4}}+{\tfrac {p^{3}}{27}}<0}. В этом случае по формуле Кардано сначала берётся квадратный корень из отрицательного числа, что даёт мнимое число, а затем берётся кубический корень из комплексного числа (этот кубический корень не может быть получен в виде {\displaystyle \alpha +\beta i} с явным выражением в вещественных корнях для α и β, поскольку попытка выразить таким образом требует решения исходного кубического уравнения). Заметим, что даже в приводимом случае, в котором один из трёх корней является рациональным, а потому многочлен может быть разложен с помощью деления многочленов столбиком, формула Кардано (необязательно в этом случае) выражает этот корень (и другие) в терминах невещественных радикалов.

### Пример
Приведённое кубическое уравнение
{\displaystyle x^{3}-3x+1=0}
неприводимо, поскольку, если бы его можно было разложить, существовал бы линейный множитель, дающий рациональное решение, в то время как по теореме о рациональных корнях нет рационального корня. Поскольку дискриминант многочлена положителен, уравнение имеет три вещественных корня, так что это пример casus irreducibilis. Формула Кардано даёт эти три вещественных корня
{\displaystyle t_{k}=\omega _{k}{\sqrt[{3}]{-{1 \over 2}+{\sqrt {-3 \over 4}}}}+\omega _{k}^{2}{\sqrt[{3}]{-{1 \over 2}-{\sqrt {-3 \over 4}}}}}
для k=1, 2, 3. Это решение в радикалах использует мнимое число {\displaystyle {\sqrt {-3 \over 4}}}, а потому и кубические корни сопряжённых комплексных чисел.

## Неалгебраическое решение в терминах вещественных величин
В то время как случай casus irreducibilis не может быть решён в радикалах в терминах вещественных величин, решение можно найти тригонометрически. А именно, приведённое кубическое уравнение {\displaystyle t^{3}+pt+q=0} имеет решения
{\displaystyle t_{k}=2{\sqrt {-{\frac {p}{3}}}}\cos \left({\frac {1}{3}}\arccos \left({\frac {3q}{2p}}{\sqrt {\frac {-3}{p}}}\right)-k{\frac {2\pi }{3}}\right)\quad } для {\displaystyle \quad k=0,1,2\,.}
Эти решения выражаются в терминах вещественных чисел тогда и только тогда, когда {\displaystyle {q^{2} \over 4}+{p^{3} \over 27}<0} — то есть тогда и только тогда, когда существуют три вещественных корня. По формуле сначала вычисляется некоторый угол, потом этот угол делится на три, а затем вычисляется косинус полученного угла и, в конце концов, умножается на нормирующий множитель.

## Связь с трисекцией угла
Различие между приводимыми и неприводимыми случаями с тремя вещественными корнями связан с возможностью или невозможностью разделить угол с рациональным синусом или косинусом на три равные части с помощью классического построения с помощью циркуля и линейки. Если известно, что косинус угла θ имеет определённое рациональное значение, то треть этого угла имеет косинус, являющийся одним из трёх корней уравнения
{\displaystyle 4x^{3}-3x-\cos(\theta )=0.}
Подобным же образом, если известно, что синус угла θ имеет определённое рациональное значение, то треть этого угла имеет синус, являющийся одним из трёх корней уравнения
{\displaystyle -4y^{3}+3y-\sin(\theta )=0.}
В обоих случаях, если по теореме о рациональных корнях можно получить рациональный корень уравнения, x или y минус этот корень может быть выделен из многочлена в левой части уравнения, оставляя квадратное уравнение, которое может быть решено для получения оставшихся двух корней. Тогда все эти корни получаются классическим построением, поскольку могут быть выражены через квадратные корни, так что {\displaystyle \cos({\tfrac {\Theta }{3}})} или  {\displaystyle \sin({\tfrac {\Theta }{3}})} построимы, а тогда построимым является и соответствующий угол {\displaystyle {\tfrac {\Theta }{3}}}. С другой стороны, если теорема о рациональных корнях показывает, что рациональных корней нет, то получаем casus irreducibilis, {\displaystyle \cos({\tfrac {\Theta }{3}})} или {\displaystyle \sin({\tfrac {\Theta }{3}})} не могут быть построены, угол {\displaystyle {\tfrac {\Theta }{3}}} построить нельзя, и нельзя получить трисекцию угла θ классическими методами.

## Обобщение
Casus irreducibilis можно обобщить на более высокие степени многочленов следующим образом. Пусть p ∈ F[x] — неприводимый многочлен, который разлагается в формальном вещественном расширении R поля F (то есть p имеет только вещественные корни). Предположим, что p имеет корень в {\displaystyle K\subseteq R}, которое является расширением F радикалами. Тогда степень p является степенью числа 2, и его поле разложения является повторным квадратным расширением  поля F.
Тогда для любого неприводимого многочлена, степень которого не является степенью 2 и все корни которого вещественны, корни нельзя выразить чисто в терминах вещественных радикалов. Более того, если степень многочлена является степенью 2 и все корни вещественны, то при наличии корня, который можно выразить в вещественных радикалах, его можно выразить в терминах квадратных корней и никаких корней большей степени, что верно и для других корней. Так что корни такого многочлена построимы классически.
Casus irreducibilis для функции пятой степени обсуждается в статье Даммита